# Gymnoptera simplex
Gymnoptera simplex är en tvåvingeart som först beskrevs av Charles Thomas Brues 1905.  Gymnoptera simplex ingår i släktet Gymnoptera och familjen puckelflugor. Inga underarter finns listade i Catalogue of Life.